# Взаперти (фильм, 1989)
«Взаперти» (англ. Lock Up) — американский художественный фильм 1989 года, снятый режиссёром Джоном Флинном. 

## Сюжет
Фрэнк Леоне — заключённый тюрьмы Нортвуд, получает краткосрочный отпуск, который проводит со своей невестой Мелиссой в г. Хобокене, после чего возвращается в тюрьму. Пробуждение оказывается кошмарным — прибывший отряд конвоиров избивает Леоне, устраивает погром в камере, после чего его запихивают в фургон и отвозят в тюрьму Гейтуэй. Директор тюрьмы Драмгул — старый знакомый Леоне по тюрьме Тредмор, где Леоне отбывал срок в полтора года за драку с хулиганами, напавшими на его приёмного отца. За две недели до освобождения Леоне совершил побег оттуда, чтобы увидеться с умирающим стариком и получил в итоге новый срок в пять лет. Леоне умолял директора отправить его хоть под конвоем, но бесчеловечный Драмгул отказал ему. Побег Леоне вызвал скандал, повредивший карьере Драмгула. Теперь он добился перевода Леоне в Гейтуэй — тюрьму максимального уровня безопасности, где пребывают закоренелые преступники, — и обещает Леоне ввергнуть его в  ад. Драмгул одержим желанием спровоцировать Леоне, добавить ему срок и тем самым доказать всем, что Леоне — неисправимый преступник.
У Леоне появляются новые друзья: Даллас, молодой Пенья (Первый), Эклипс (Мрак). Увидев, как заключённые под командой местного авторитета Чинка Вебера третируют Леоне в ходе игры в американский футбол, могучий Мрак присоединяется к команде Леоне и забивает победный гол. Однако Вебер коварно сбивает Леоне с ног и отнимает кольцо, подаренное ему Мелиссой. Мрак приглашает Леоне на работу в гараж, несмотря на то, что отказал ему в первый раз, опасаясь козней Драмгула. Заключённые под руководством искусного моториста Леоне восстанавливают машину «Форд-Мустанг», однако Первый выезжает на машине во двор, устроив переполох. Он отбывает два пожизненных срока и понимает, что больше никогда в жизни не сядет за руль. Леоне вытаскивает его из машины. Драмгул приказывает разбить машину на глазах у зэков и отправляет Леоне в карцер на шесть недель. Охранники избивают Леоне, но подоспевший начальник охраны капитан Мейснер прекращает избиение и выпускает Леоне из карцера.
Драмгул вызывает к себе Вебера и угрожает, что снимет его с должности старшего по двору, если тот не спровоцирует Леоне. Шайка Вебера при содействии охраны подкарауливает и убивает Первого в спортивном зале, сбросив ему на грудь тяжелую штангу. Разъярённый Леоне, узнав об этом, жестоко избивает могучего Вебера и собирается сбросить на него штангу, но вовремя останавливается. Леоне получает ранение заточкой в спину и попадает в лазарет. К нему приходит невеста, но свидание неожиданно прерывают. Драмгул использовал этот визит, чтобы получить фотографию Мелиссы. Перед Леоне появляется один из заключённых и говорит, что помнит его по Тредмору. Ему предстоит освобождение через 2 дня, и он «получит два куска, если изнасилует и убьёт эту суку» — с этими словами он показывает Леоне фотографию его невесты. Охранник Манли отвечает Леоне, что вообще не видел тут никакого зэка. Отчаявшийся Леоне, которому осталось три недели до освобождения, с помощью Далласа пускается в побег. Однако Даллас заводит товарища в ловушку, и появившаяся охрана арестовывает Леоне. Торжествующий Драмгул говорит, что Леоне за вторую попытку побега получит десять лет, а Даллас - получит пять лет. Мэнли и охранник, выдававший себя за насильника, избивают Леоне, но обманутый Даллас, жертвуя собой, убивает охранников. Леоне проникает в помещения администрации и захватывает самого Драмгула. Леоне затаскивает директора в камеру казней и привязывает его к электрическому стулу. В помещение врывается охрана, но Леоне, примотав свою руку к рубильнику, угрожает пустить ток. Запаниковавший Драмгул признаётся, что спровоцировал Леоне на побег и стоял за другими преступными действиями против Леоне. Леоне замыкает рубильник, но казнь не происходит. Леоне показывает всем предохранитель, который он заранее вытащил из щитка. Освобожденный Драмгул приказывает взять Леоне под стражу, но Мейснер приказывает  арестовать Драмгула.
Леоне выходит на свободу, его провожают заключённые и капитан Мейснер, который улыбается ему на прощание. Леоне выходит за ворота, где его ожидает Мелисса.

## В ролях
- Сильвестр Сталлоне — Фрэнк Леоне
- Дональд Сазерленд — Драмгул, начальник тюрьмы
- Сонни Лэндэм — Чинк
- Джон Эймос — капитан охраны Мэйснер
- Дарлэнн Флюгел — Мелисса
- Фрэнк Мак Рэй — Эклипс
- Том Сайзмор — Даллас
- Уильям Аллен Янг — Брейден, охранник тюрьмы
- Ларри Романо — Первый
- Джордан Лунд — Мэнли
- Джон Лилла — Уайли
- Дэнни Трэхо — подручный Чинка в спортзале (эпизод)

В массовых сценах были задействованы около полутора тысяч настоящих заключённых из колонии «Ист Джерси Стейт Призон».

## Критика
Фильм был принят в основном с отрицательной оценкой. На агрегаторе рецензий Rotten Tomatoes рейтинг одобрения составляет 31%, а средняя оценка составляет 4,7 из 10.
Кевин Томас из Los Angeles Times написал:«Каким бы опытным подстрекателем толпы ни был Сталлоне, к настоящему времени он бросает вызов авторитету до такой степени, что вызывает непреднамеренный смех».

## Награды и номинации
Три номинации на антипремию «Золотая малина»-1990:
- Худший фильм — продюсер: Лоуренс Гордон
- Худший актёр — Сильвестр Сталлоне (совместно с ролью в «Танго и Кэш»)
- Худший актёр второго плана — Дональд Сазерленд